# Pippo e la fattucchiera
Pippo e la fattucchiera è una storia a fumetti Disney di Luciano Bottaro, pubblicata per la prima volta sulle pagine del Topolino n.236 del 5 giugno del 1960.

## Trama
Nocciola le prova tutte: lo fa volare sulla sua scopa, Belzebù, fa comparire un minaccioso drago nel salotto di Pippo, quindi lo fa inseguire da un mostro terribile, prova a farlo parlare con lo Stregatto, quindi fa volare la sua scassatissima auto e poi lo porta alla tavola del Cappellaio Matto e della Lepre Marzolina, senza risparmiargli il resto del Paese delle Meraviglie. Ultima speranza sembra quella di portarlo al paese delle streghe, per farlo assistere ad un sabba, ma nemmeno questo funziona. Anzi, Pippo si ambienta così bene che solidarizza per giunta con i mostri di Nocciola. Tornati a Topolinia, Nocciola si rivolge ad uno psichiatra, che dopo averne ascoltato i problemi, si offre per convincere Pippo dell'esistenza delle streghe. Alla fine, però, i due si allontaneranno ripetendo in coro:
Non esistono né psichiatri né streghe!

## Modifiche
La ristampa della storia, apparsa nel luglio 1989 sul numero 40 de I Grandi Classici Disney mostra sostanziali e spesso inopportune modifiche ai dialoghi originali. L'ultima vignetta, che esalta la sconfitta della scienza e della magia nei confronti di Pippo, vede infatti Nocciola e lo psichiatra recitare insieme una poesia improbabile e fuori luogo:
Moltissima simpatia... anche quel giorno infatti, Anacleto giocava in giardino...